# Andrzej Sikorski (obrońca)
Andrzej Grygor Sikorski (ur. 13 lutego 1957 w Olsztynie) – polski piłkarz, obrońca. Długoletni zawodnik Legii Warszawa i członek Galerii Sław tego klubu.

## Kariera
Karierę zaczynał w Warmii z rodzinnego miasta. W latach 1974–1982 był zawodnikiem Gwardii Warszawa, w 1982 przeszedł do lokalnego rywala, Legii, w której spędził pięć sezonów. Grał także za granicą, w zespołach z niższych lig.
W reprezentacji Polski zagrał tylko raz. 7 października 1986 Polska zremisowała 2:2 z Koreą Północną w meczu towarzyskim.
Jako trener pracował m.in. w akademii CWKS Legia Warszawa, Hetmanie Zamość, Hutniku Warszawa, UKS Łady i Żyrardowiance Żyradów. 22 kwietnia 2009 został zatrudniony w Polonii Warszawa w roli drugiego trenera. Później pracował jako asystent trenera i samodzielny trener drużyny Młodej Ekstraklasy Polonii Warszawa, jednak przestał być trenerem pod koniec października 2012 ze względu na stan zdrowia. Powrócił do zawodu jako trener klubów na niższych poziomach rozgrywek, w tym Sarmata Warszawa (od października 2014 do czerwca 2016) i Zaborowianka Zaborów od lipca 2016 (oba kluby grające w lidze okręgowej).
Jest ojcem siatkarki Aleksandry Sikorskiej oraz Macieja Sikorskiego, trenera bramkarzy Raków Częstochowa.
W 2022 był uczestnikiem czwartej edycji programu TVP1 Sanatorium miłości.